# Alice Greene
Alice Norah Gertrude Greene (Upton, 15 de outubro de 1879 — Jersey, 26 de outubro de 1956) foi uma tenista britânica. Medalhista olímpica de prata em simples indoor.
Greene, mudou-se e faleceu na ilha de Jersey, em 1956. Sua medalha de prata foi para leilão em 2010.